# 후지미노시
후지미노시(일본어: ふじみ野市)는 일본 사이타마현 남서부에 있는 시이다.

## 이름의 유래
시 이름은 도부 도조 본선에 속한 후지미노역에서 유래하였지만, 후지미노역은 인접하는 후지미시에 있다.
원래 후지미시, 가미후쿠오카시, 오이정, 미요시정과의 통합을 협의했고, 새로운 시 이름을 "후지미노시"로 결정했으나 주민투표 결과 반대가 많아서 통합이 무산되었다. 이후 가미후쿠오카시와 오이정의 통합이 이루어지고, 시 이름을 주민 공모로 "후지미노시"로 결정했으나 비슷한 이름을 가진 후지미시 측에서는 "후지미노시"라는 이름의 사용을 비판했다.

## 지리
사이타마현 남서부에 위치하고 도쿄 도심에서 30km 내에 위치한다. 동서 길이는 약 7.5km, 남북 길이는 약 6.0km이고, 총 면적은 14.67km2이다. 북쪽과 서쪽은 가와고에시, 동쪽은 후지미시, 남쪽은 이루마군 미요시정과 접한다.
무사시노 대지 북부의 거의 평탄한 토지에 위치하고 지질은 간토 롬층이다. 북부 경계에는 에도 시대부터 쇼와 시대 초기에 걸쳐 가와고에와 에도(도쿄)를 연결하는 수운 교통의 수로인 신가시강이 흐르고 있다.
시의 거의 중앙을 도부 도조 본선과 국도 254호선(가와고에 가도)이 평행하게 지나며 북동부를 후지미-가와고에 유료도로, 남서부를 간에쓰 자동차도, 또 중심부를 북동에서 남서를 향해서 주요 지방도인 사이타마현도 56호 사이타마 후지미노-도코로자와선이 각각 지나고 있다.
기후는 여름에는 기온이 높고 강수량이 많으며 겨울에는 강한 북서계절풍이 불고 많은 날이 계속되는 것이 특징이다.

## 역사
2005년 10월 1일에 가미후쿠오카시(上福岡市)와 오이정(大井町)이 통합하여 인구 103,731명(2005년 12월 1일), 면적 14.67km2의 시로 발족했다. 1960년대 이후 도쿄의 위성 도시로 인구가 급증했고, 인구 밀도가 매우 높다.

## 교통

### 도로
- 간에쓰 자동차도(나들목 없음)
- 국도 제254호선

### 철도
- 도부 철도 도조 본선
  - 가미후쿠오카역

## 인구
| 연도 | 인구    | ±%      |
| ---- | ------- | ------- |
| 1920 | 5,669   | —       |
| 1930 | 6,273   | +10.7%  |
| 1940 | 7,409   | +18.1%  |
| 1950 | 11,996  | +61.9%  |
| 1960 | 21,601  | +80.1%  |
| 1970 | 71,360  | +230.4% |
| 1980 | 93,467  | +31.0%  |
| 1990 | 97,974  | +4.8%   |
| 2000 | 100,118 | +2.2%   |
| 2010 | 105,812 | +5.7%   |